# Dziedzictwo (powieść Christophera Paoliniego)
Dziedzictwo – czwarta część cyklu Dziedzictwo Christophera Paoliniego. W Polsce wydana została w dwóch osobnych tomach o tym samym tytule. Pozostałe części z cyklu to Eragon, Najstarszy i Brisingr. Cykl Dziedzictwo początkowo planowany był jako trylogia. Jednakże 30 października 2007 amerykańska prasa podała, że Paolini nie przewidział, że trzeci tom będzie aż tak obszerny i zdecydował się wydać jeszcze jeden tom. 8 listopada 2011 miała miejsce premiera książki w krajach anglojęzycznych a dzień później 9 listopada 2011 ukazał się tom I w Polsce. Premiera drugiego tomu odbyła się w styczniu 2012.

## Fabuła
Książka rozpoczyna się podczas oblężenia miasta - Belatony. Następnie Eragon z Saphirą i Nasuadą zawierają sojusz z królem kotołaków Grrimrem Półłapym. Od tej chwili magiczne stworzenia stają się członkami Vardenów. Tajemniczy jeździec na koniu rani Saphirę włócznią Niernen (Orchideą) wykutą przez elfy. Ma ona na celu zabijanie smoków. Po zakończonej walce ciężarna przybyszka z Carvahall, Elain zaczyna rodzić. Elfka Arya pomaga przy porodzie. Niestety dziecko rodzi się z kocią wargą. Próbę naprawienia twarzy noworodka podejmuje się Eragon, który wspaniale spisuje się w tej roli. Vardeni docierają do Dras-Leony, okazuje się jednak, że miasta strzegą Murtagh i Cierń. Eragon jest sfrustrowany tym, że w każdym pojedynku na miecze jego strażnik pokonuje go w pojedynkę oraz że przegrywa z Aryą. Tymczasem Roran awansuje w szeregach Vardenów na kapitana i podejmuje się zdobycia miasta Aroughs. Oblężenie miasta zakończyło się sukcesem. Eragon nadal ćwiczy walkę mieczem z Aryą, lecz teraz pod czujnym okiem mistrza Gleadra. Jeod znajduje tunel pod Dras-Leoną. Eragon, Arya, Wyrden, Angela i Solembum podejmują się misji zbadania przejścia. Niestety zostają schwytani przez kapłanów Helgrindu. Wyrden ginie przebity szpikulcami wypełnionymi energią. Okazuje się, że kapłani nie czczą Helgrindu, lecz Dawne Istoty (Ra'zaców). Eragon i Arya mają zostać ofiarami dwóch z nich. Ratują ich Angela i Solembum. Ginie pas Belotha Mądrego. Eragon wykorzystując energię zaczerpniętą z pierścienia Broma, burzy mur jednocześnie ułatwiając Vardenom zdobycie miasta. Po walce Vardeni odpoczywają w obozie. Nagle atakują ich Murtagh i Cierń oraz porywają Nasuadę. Odbywa się konklawe królów, w której zostaje uzgodnione, że to Eragon zostaje przywódcą Vardenów. Pamiętny rady kotołaka, postanawia polecieć na Vroengard wraz z Saphirą i Gleadrem. Wie, że już niedługo będzie musiał stawić czoło Galbatorixowi.